# Sébastien Page

Der von Sébastien Page gefahrene Oreca 07 beim 24-Stunden-Rennen von Le Mans 2022

Sébastien Page (* 14. April 1967) ist ein Schweizer Bankier und Autorennfahrer.

## Bankier
Sébastien Page ist seit vielen Jahren als Finanzdienstleister aktiv. Aktuell ist er Head of Multi Asset und Vorsitzender des Lenkungsausschusses zur Vermögensallokation beim börsennotierten US-amerikanischen Finanzdienstleistungsunternehmen T. Rowe Price. Davor war er Executive Vice President bei Pimco.

## Karriere als Rennfahrer
Sébastien Page ist seit 2014 als Amateur-Rennfahrer aktiv. Er startete drei Jahre in der V de V Challenge Monoplace, ehe er 2018 auf einem Ligier JS P3 den dritten Rang beim 12-Stunden-Rennen von Abu Dhabi erreichte. Teamkollegen waren Esteban Garcia und Luis Sanjuan. In den 2020er-Jahren war er unter anderem in der European- und Asian Le Mans Series aktiv, wo er 2022 Zweiter in der Endwertung der LMP2-Klasse wurde. Sein Debüt beim 24-Stunden-Rennen von Le Mans endete 2022 mit dem 33. Gesamtrang.

## Statistik

### Le-Mans-Ergebnisse
| Jahr | Team         | Fahrzeug | Teamkollege    | Teamkollege | Platzierung | Ausfallgrund |
| ---- | ------------ | -------- | -------------- | ----------- | ----------- | ------------ |
| 2022 | Graff Racing | Oreca 07 | Éric Trouillet | David Droux | Rang 33     |              |

### Einzelergebnisse in der FIA-Langstrecken-Weltmeisterschaft
| Saison | Team         | Rennwagen | 1   | 2   | 3   | 4   | 5   | 6   |
| ------ | ------------ | --------- | --- | --- | --- | --- | --- | --- |
| 2022   | Graff Racing | Oreca 07  | SEB | SPA | LEM | MON | FUJ | BAH |
| 2022   | Graff Racing | Oreca 07  | 33  |     |     |     |     |     |